# Tortula squarripila
Tortula squarripila är en bladmossart som beskrevs av Thériot 1917. Tortula squarripila ingår i släktet tussmossor, och familjen Pottiaceae. Inga underarter finns listade i Catalogue of Life.